# Tadeusz Hanowski
Tadeusz Hanowski (ur. 20 lipca 1944 w Ułaszkowcach) – pułkownik inżynier Wojska Polskiego. 

## Życiorys
Syn Władysława. Absolwent Oficerskiej Szkoły Wojsk Inżynieryjnych we Wrocławiu z 1966. W 1974 ukończył studia o specjalności budowy i odbudowy mostów kolejowych i drogowych na Wojskowej Akademii Tyłów i Transportu w Leningradzie. Był dowódcą batalionu mostów kolejowych 12 Pułku Kolejowego, dowódcą 2 Pułku Komunikacyjnego od 14 stycznia 1978 do 1983, szefem sztabu, zastępcy i dowódcy Zgrupowania Jednostek Kolejowych i Drogowych (ZJKiD). Od 1999 był zastępcą szefa Służby Komunikacji Wojskowej Głównego Kwatermistrzostwa. Później był zastępcą szefa Zarządu XVI Komunikacji Sztabu Generalnego Wojska Polskiego. Pochowany na nowym cmentarzu w Pruszczu Gdańskim.

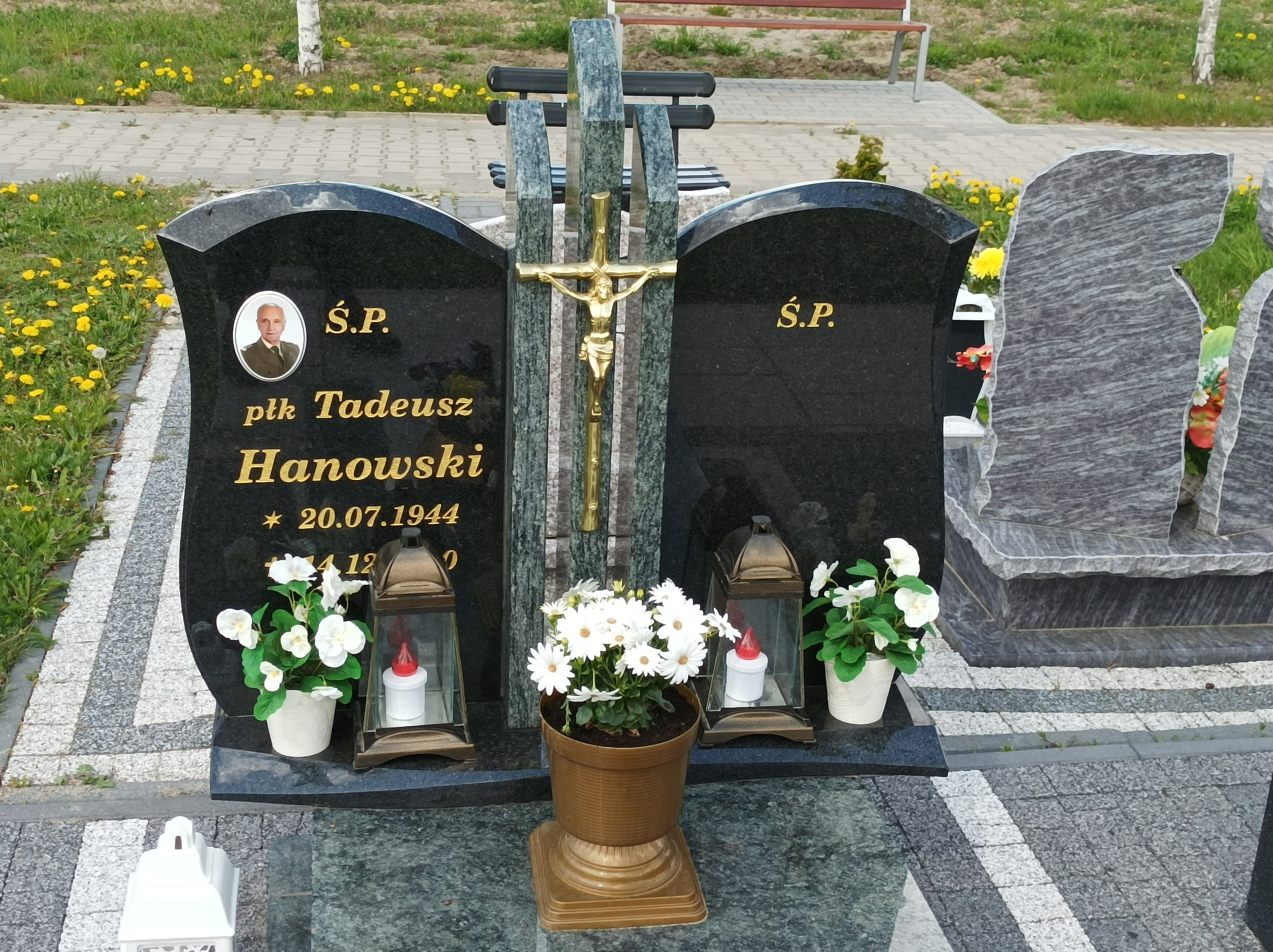
Grób płka Tadeusza Hanowskiego w Pruszczu Gdańskim

## Odznaczenia
- Krzyż Oficerski Orderu Odrodzenia Polski (1994)[2]
- Krzyż Kawalerski Orderu Odrodzenia Polski
- Złoty Krzyż Zasługi